# いざ!!海高剣道部
『いざ!!海高剣道部』（いざ!!うみこうけんどうぶ）は、元木誠による日本のスポーツ漫画作品。
『週刊少年チャンピオン』（秋田書店）において、2007年40号から2008年9号まで連載された。単行本化の予定はない（少年チャンピオン・コミックスの項目も参照）。

## 概要
なんとなく剣道を続けている主人公の高杉源次は県立海星（うみほし）高等学校（通称海高）2年生の剣道部員。同じ部員のマスオやヒロシといつもつるんでいる。そんな彼はかつての中学時代の仲間達と試合で対決していくうちに…。剣道を通して彼の生き方を描いた作品。物語の前半は剣道部員達の日常を描いたギャグ漫画であったが、後半ではゲンジの過去に触れながら真面目に剣道に取り組む姿が描かれていく。

## 登場人物
高杉 源次（たかすぎ げんじ）
この作品の主人公。通称ゲンジ。3月22日生まれ。海星高校1年生（連載当初、のちに2年生に進級）。海星中学校出身。八重歯がある。いつも同じ剣道部員のマスオやヒロシとつるんでいる。
中学時代は圧倒的な強さを誇り、県大会で準優勝を飾り、海中の二大看板と呼ばれており、その剣道の腕前から名門の桐神（とうじん）高校や空島工業高校からも誘いがきたが、桐神は男子校、空島は工業高校で女子が少ないことから断り、女子のいる海高に進学した。しかし、彼曰く、剣道は人生のことで、恋もせずには剣道を極められないとの考えがあるかららしい。彼自身、剣道は楽しいからこそ強くなりたいと言う考えで中学時代の強さを発揮していた。
坂下 増男（さかした ますお）
ゲンジの友達の剣道部員。ゲンジと同じく海星中学出身。天然パーマがかかっており、少し太り気味。ゲンジの行動に対してツッコミを入れる役目だが、無視することも多い。
最上 比呂志（もがみ ひろし）
ケンジの友達の剣道部員。髪は茶色で背が高く、男前の顔をしているが彼女はいない。
常に無口であり、連載中もほとんどしゃべったことは無い（第2話は例外的にかなり言葉を発していた）。日常でもしゃべることは稀であり、他人に話しかけられたときも僅かに一言二言しゃべるのみである。手話で道案内をしたり、他人の家の玄関の戸を職人級の腕前で修理をしたり、川で人命救助やホームレス相手に落語をしたりするなど、いろいろと謎の多い人物。
田岡 一（たおか はじめ）
海高剣道部の部長。いかにもな体育会系の体系や顔をしており、ゲンジ曰く彼女どころか女も寄ってこない。しかし、実際には彼女がおり、ゲンジ達は剣道を続けることにした。真面目そうな顔をし、厳しい性格だが、それを利用してゲンジ達をからかうこともある。
柏木 四郎（かしわぎ しろう）
沢谷 果南（さわや かなん）
二宮 多聞（にのみや たもん）